# Yeumbeul
Yeumbeul (ou Yembal) est une ville du Sénégal, un village traditionnel lebou situé à une vingtaine de kilomètres de Dakar, à l'entrée de la presqu'île du Cap-Vert.

## Administration
Yeumbeul se trouve dans le département de Pikine (région de Dakar) entre 1983 et 2021.
La ville comprend deux communes d'arrondissement, Yeumbeul Nord et Yeumbeul Sud, créées en 1996.

## Géographie
Les localités les plus proches sont Nimzat, Bene Barak, Malika,
Boun, Thiaroye Gare et Djidah Thiaroye Kaw.

### Population
Lors du recensement de 2013, Yeumbeul Nord et Yeumbeul Sud comptaient respectivement 168 379 et 96 956 personnes. Selon les prévisions officielles de l'ANSD, ces chiffres s'élèveraient à 233 832 et 134 645 en 2025.
Les premiers habitants étaient des Lébous qui vivaient en communauté dite Laayeen, mais les nouveaux habitants sont plutôt des Wolofs ou des Toucouleurs.

### Activités économiques
Yeumbeul est une zone assez défavorisée de la grande banlieue de Dakar.
Le transport urbain est la principale source de revenu de la population de Yeumbeul. Mais du fait des inondations saisonnières, les routes deviennent de plus en plus dévastées entrainant des difficultés au niveau des chauffeurs. Il faut aussi noter que cette activité reste dominée par les Wolofs.
Toutefois, le commerce reste une activité grandement pratiquée par la population à travers les différentes marchés hebdomadaires.

## Personnalités nées à Yeumbeul
- Momar N'Diaye, footballeur
- Docteur Mabouba Diagne , ministre de l'Agriculture , de la Souveraineté alimentaire et de l’Elevage dans le gouvernement Sonko
- Alioune Sall , Ministre de la Communication,des Télécommunications et du Numérique
- Mame Alassane Laye, ancien calife général des Layènes
- Momar Maréme Diop, ancien grand serigne de Dakar, qui a donné son nom au collège local (CEM)
- El Hadji Samba Yero Sow, ancien maire de Yeumbeul Sud, membre du Conseil Economique et Social (1986-2001), ancien President des Eleveurs du Senegal.
- Awa Diallo Membre du Conseil de la République pour les affaires économiques et sociales (CRAES).(2004-2007). Membre Conseil économique et social (CES) (2009-2013).  Adjointe au maire de Yeumbeul Nord 1996-2001.  Presidente Directoire national des femmes en élevage (Dinfel).
- Fatou Laobé, célèbre artiste et productrice sénégalais
- Cheikh Sidath Fall alias Pacotille, célèbre rappeur
- Imam Sakhir Gaye, Grand écrivain et chercheur de la communauté Layène
- Mamadou Lamarana Diallo , footballeur
- Jean Bernard Dionou, footballeur
- Les grands comédiens sénégalais:Abba,Niankou,ndayane,doucouré...

## Jumelages
- Al Hoceïma (Maroc) depuis le 20 décembre 2009